# 19 juin dans les chemins de fer
19 mai 19 juillet
Chronologies thématiques
- Croisades
- Sports
- Disney

Cette page concerne les événements qui se sont déroulés un 19 juin dans les chemins de fer.

## Événements

### XIXesiècle
- 1852. France : mise en service de la section de la gare de Commercy à la gare de Frouard, sur la ligne Paris - Strasbourg[1].
- 1892. France : inauguration[2] d'un funiculaire à contrepoids d'eau réalisé par les deux ingénieurs suisses, MM. Ludwig et Schopfer. Il relie Bonsecours aux « basses terres » (voir : Ancien tramway de Rouen).
- 1892. France : mise en service de la ligne gare d'Abbeville - Dompierre-sur-Authie, voie ferrée d'intérêt local à voie métrique des Chemins de fer départementaux de la Somme.

### XXesiècle
- 1905. France : déclaration d'utilité publique de la ligne B du métro de Paris d'une longueur de 2,868 kilomètres reliant la porte de Saint-Ouen à la gare Saint-Lazare
- 1910. France : ouverture du tronçon Merlimont - Daloz de la ligne de Berck-Plage à Paris-Plage.
- 1919. France : arrêté[3] du Commissaire général de la République française relatif à la création officielle de l'Administration des chemins de fer d'Alsace-Lorraine (AL).

### XXIesiècle
- 2010. France : inauguration[4] de la gare d'Argy, rénovée après plus d'une année de travaux financés par un pôle d'excellence rurale, et de la voie ferrée du Train du Bas-Berry chemin de fer touristique.

## Anniversaires

### Naissances
- 1815, France : Adrien Ruelle futur ingénieur des ponts et chaussées qui réalisa le percement du premier tunnel routier du Lioran et fut directeur du service construction du PLM[5].

### Décès
- 1965, Allemagne : Franz Kruckenberg, ingénieur ferroviaire, pionnier de la grande vitesse sur rail (° 21 août 1882).